# Athis ahala
Athis ahala är en fjärilsart som beskrevs av Druce 1896. Athis ahala ingår i släktet Athis och familjen Castniidae. Inga underarter finns listade i Catalogue of Life.